# Paul Moder
Pour les articles homonymes, voir Moder (homonymie).
 (novembre 2022).
La mise en forme du texte ne suit pas les recommandations de Wikipédia : il faut le « wikifier ».
Les points d'amélioration suivants sont les cas les plus fréquents. Le détail des points à revoir est peut-être précisé sur la page de discussion.
- Les titres sont pré-formatés par le logiciel. Ils ne sont ni en capitales, ni en gras.
- Le texte ne doit pas être écrit en capitales (les noms de famille non plus), ni en gras, ni en italique, ni en « petit »…
- Le gras n'est utilisé que pour surligner le titre de l'article dans l'introduction, une seule fois.
- L'italique est rarement utilisé : mots en langue étrangère, titres d'œuvres, noms de bateaux, etc.
- Les citations ne sont pas en italique mais en corps de texte normal. Elles sont entourées par des guillemets français : « et ».
- Les listes à puces sont à éviter, des paragraphes rédigés étant largement préférés. Les tableaux sont à réserver à la présentation de données structurées (résultats, etc.).
- Les appels de note de bas de page (petits chiffres en exposant, introduits par l'outil «  Source ») sont à placer entre la fin de phrase et le point final[comme ça].
- Les liens internes (vers d'autres articles de Wikipédia) sont à choisir avec parcimonie. Créez des liens vers des articles approfondissant le sujet. Les termes génériques sans rapport avec le sujet sont à éviter, ainsi que les répétitions de liens vers un même terme.
- Les liens externes sont à placer uniquement dans une section « Liens externes », à la fin de l'article. Ces liens sont à choisir avec parcimonie suivant les règles définies. Si un lien sert de source à l'article, son insertion dans le texte est à faire par les notes de bas de page.
- La présentation des références doit suivre les conventions bibliographiques. Il est recommandé d'utiliser les modèles {{Ouvrage}}, {{Chapitre}}, {{Article}}, {{Lien web}} et/ou {{Bibliographie}}. Le mode d'édition visuel peut mettre en forme automatiquement les références.
- Insérer une infobox (cadre d'informations à droite) n'est pas obligatoire pour parachever la mise en page.

Pour une aide détaillée, merci de consulter Aide:Wikification.
Si vous pensez que ces points ont été résolus, vous pouvez retirer ce bandeau et améliorer la mise en forme d'un autre article.
Paul Moder (né le 1er octobre 1896 à Neheim dans la province de Westphalie et décédé le 8 février 1942 près de Maly Kalinez, dans l'oblast de Novgorod) est un homme politique du part nazi, membre des Corps francs et officier SS. De 1922 à 1931, Paul moder organise un groupe paramilitaire à Altona, affilié au NSDAP. À partir de 1932, il est député au Reichstag. Il participe, dès lors, dans sa circonscription à la mise en place du régime nazi. Lors de l'occupation de la Pologne, il devient chef des SS et de la police à Varsovie, avant d'être muté sur le front de l'Est.

## Dans l'Empire et la Première Guerre mondiale
Fils d'un hôtelier de Neheim en Westphalie, il quitte prématurément l'école, en 1914, pour se porter volontaire et prendre les armes. Il est blessé à la bataille de Verdun en 1916. Il reçoit la Croix de fer II et I classe et est promu lieutenant dans la réserve. Il termine la guerre comme aviateur. Après avoir été libéré de ses obligations militaires, il se reconvertit comme commercial. À cette époque, cette profession est souvent utilisée par d'anciens officiers pour  cacher leurs activités militaires illégales. Paul Moder aurait également travaillé comme correspondant de presse et journaliste. On dit de lui que c'est un bel bel homme, qui a du succès auprès des femmes »,.

## De l'organisation Roßbach au VSB

### Les premières années d'après-guerre à Altona
Au printemps 1922, Paul Moder emménage à Altona, alors une commune indépendante de Hambourg rattachée à la province du Holstein. Il rejoint d'anciens combattants des corps francs autour de l'Oberleutnant Gerhard Roßbach. Ce dernier avait joué un rôle dans le cadre de la protection des frontières orientales dans les États baltes, contre l'armée rouge de la Ruhr en 1920 puis a combattu en Haute-Silésie lors des insurrections et après la dissolution forcée du corps franc, il a réparti ses hommes dans diverses organisations de façade.
Les organisations paramilitaires sont alors nombreuses dans les environs d'Altona. Leurs chefs ont élaboré des plans pour des coups d'état  pour le nord de l'Allemagne. En mars 1920, lors du putsch de Kapp-Lüttwitz, certains d'entre eux ont défilé jusqu'à la mairie d'Altona aux côtés de membres de la Reichswehr et exigé le transfert du pouvoir politique à l'armée, mais ont été repoussés par des membres du magistrat SPD - DDP avec le soutien de Associations républicaines Heimwehr.
Beaucoup de ces groupes, dont le groupe de Roßbach, se sont rapprochés du NSDAP, qui avait été fondé à Munich en 1920 et s'est rapidement répandu dans tout le Reich. Déçus par l'issue de la guerre, qu'ils voient comme le « départ indigne » du Kaiser, ces para-militaires ont abandonné conservatisme et se sont tournés vers le nationalisme activiste et révolutionnaire, dans lequel les motivations nationales et antisémites ont souvent trouvé leur place. Au printemps 1921, il y a déjà un petit groupe local du NSDAP dans la ville voisine de Hambourg, qui a ensuite collaboré avec les unités de combat d'Altona. Moder a rejoint le parti à l'été 1922 en tant qu'adhérant et a cofondé le groupe local d'Altona en 1923,. Hinrich Lohse en prend la direction, comme Gauleiter.

### La "groupe de travail des unités de combat patriotiques"
Peu de temps après son arrivée à Altona, Paul Moder y est nommé commandant de l'organisation de Roßbach. Au printemps 1922, un groupe de 24 membres initialement de la police locale, qui se sont réunis au cours de leur formation sous le nom de code "Association pour la protection des intérêts des frontaliers allemands", rejoint les Roßbachers. En plus de Paul Moder, deux autres anciens combattants des corps francs, Alf Krüger et Rittmeister Raben, sont responsables de l'organisation et de la formation du groupe.
Initialement, ils ont également assuré le service d'ordre pour les réunions du NSDAP de Hambourg, avant de créer leur propre Sturmabteilung (SA) en 1923. Ce maintien de l'ordre se traduit souvent par une action violente contre toutes les personnes critiquant le mouvement qui sont lynchées à la sortie de la réunion et au point d'être souvent hospitalisées.
En septembre 1922, après l'assassinat à Berlin du démocrate de Walther Rathenau, Alf Krüger et Paul Moder réorganisent leur groupe, qui compte alors 103 membres, en trois pelotons militaires, dont le « peloton de Bahrenfeld » qui comprend plus de 30 cadets de la police et six membres de la caserne de police de Viktoriastrasse, aujourd'hui Eggerstedtstrasse.
Ces policiers, qui s'appellent alors « l'association de camaraderie Roland », ont réussi à dissimuler leur affiliation au groupe Roßbach, si bien qu'en novembre 1922, contrairement à d'autres sociétés secrètes anti-républicaines, ils ne sont pas inquiétés par la direction de la police. Ce groupe se retrouve dans plusieurs pubs de la ville et dans la salle d'attente de la gare principale d'Altona.
À la suite de l'inflation galopante et du début de l'occupation de la Ruhr, l'organisation gagne de nombreux nouveaux membres à Altona. Fin janvier 1923, Paul Moder, alf Krüger et d'autres membres de ce groupe participent au premier congrès du parti NSDAP Reich à Munich. Encouragé par l'appel du gouvernement du Reich sous Wilhelm Cuno à une résistance passive à l'occupation de la Ruhr, ce groupe s'associe à d'autres unités militaires des villes voisines pour former le "groupe de travail des unités de combat patriotiques", qui a son siège à Altona est était lié à la direction de la Reichswehr. Ce groupe constitue des  dépôts secrets avec des armes « puisées » dans les stocks de la police. Il y a aussi des projets de coup d'état dont les plans détaillés sont découverts suite une perquisition chez August Fleck (de) ont été trouvés et le 27 Juin 1923 et font l'objet d'un débat au Parlement de Hambourg.
Déjà dans la nuit du 17 au 18 février 1923, il y a eu une réunion secrète des principaux représentants de diverses organisations politiques et militaires à l' hôtel Kaiserhof d'Altona. La police y arrête Raben et Roßbach – mais pas Paul Moder –  qui sont relâchés les deux 24 heures plus tard. Selon le commissaire de police Lamp'l, "la plupart des membres de la congrégation, âgés de 19 à 25 ans, étaient ... armés de blackjacks, de barres d'acier, ... d'armes blanches et même de quelques armes à feu!" “. Cependant, ces événements n'ont pas conduit à des actions contre le "groupe de travail des unités de combat patriotiques".
Lors de l'élection au conseil municipal d'Altona le 4 mai 1924, le parti d'extrême droite du Völkisch-Socialer Block (de) (ou VSB), auquel un certain nombre de membres du NSDAP interdit ont adhéré, remporte 8005 voix (soit un score de 8.9 %). Il entre au parlement local avec cinq députés, dont Hinrich Lohse. Les deux députés qui n'appartenaient pas auparavant au NSDAP, le recteur d'école Johannes Laß et le maître peintre Karl Johannsen, ont été peu après invités à démissionner de leur mandat. Sous la direction de Paul Moder, le "groupe de travail" a organisé le service d'ordre des réunions de campagne du VSB.

## Développement de la SA et entrée dans la SS
Après la libération d'Hitler en décembre 1924, le NSDAP a été rétabli en février 1925. Un nouveau groupe local du NSDAP a également été formé immédiatement à Altona - le premier du Schleswig-Holstein -  à partir du Völkisch-Social Block et d'autres groupes tels que le German-Völkische Freedom Movement. Le 1er mars 1925, le NSDAP du Schleswig-Holstein a été fondé à Neumünster, Lohse devenant le chef du groupe local d'Altona. Wilhelm von Allwörden et Paul Moder ont alors fondé les premiers départements SA du groupe de travail et des membres masculins plus jeunes du NSDAP. Les points de rencontre se trouvaient pour la plupart dans des quartiers ou blocs d'appartements, où le parti a également obtenu des résultats électoraux relativement bons. À partir de septembre 1925, les SA ont régulièrement agi comme service d'ordre lors des réunions du parti et des événements de propagande publique à Altona. Celles-ci se sont toujours traduites par "des bagarres presque obligatoires [avec] les communistes, qui ont nécessité l'intervention de la police". Après un discours de haine de Goebbels contre la République et les partis ouvriers le 30 mars 1927, il y a eu une bataille rangée, qui s'est poursuivie dans les rues environnantes et a fait environ 25 blessés. En conséquence, le groupe local NSDAP a non seulement dû payer les dommages matériels de plus de 1 000 RM, mais jusqu'en 1929, il a des difficultés considérables à trouver un espace  de réunion à Altona.
Le parti comptait 121 membres lorsqu'il a été rétabli en 1925 entre l'été 1929 et le printemps 1931, le nombre passe d'environ 300 à 1 300 personnes. Cependant, cela ne s'est pas accompagné initialement de succès électoraux : lors des élections municipales de 1927, un seul national-socialiste est entré au parlement local. Paul Moder  s'installe à Munich en février 1927, avec plusieurs dizaines d'autres membres SA autour du chef SA Edmund Heines.
D'avril 1930 à septembre 1931, Paul Moder travaille comme employé à la direction du NSDAP. En 1929/30, après le début de la campagne contre le Plan Young et profitant notamment du chômage et de la crise économique mondiale, la SA d'Altona devient très populaire.
Pour certains membres du Stahlhelm, les nazis sont devenus fréquentables en raison de leur force et de la croissance rapide du mouvement ; la présence de la SA dans les rues d'Altona, mais aussi dans de nombreux événements publics, augmente à partir du milieu des années 1930. En outre, les chômeurs sont devenus la cible privilégiée lors des tentatives de recrutement des nationaux-socialistes, qui profitent des préoccupations matérielles de personnes socialement défavorisées et de leur mécontentement face au "système". Enfin, certains habitants des bastions communistes de la vieille ville (« Petit Moscou »), qui ne penchent pas eux-mêmes vers le KPD, espèrent que la SA leur fournisse une certaine protection contre les actions violentes des organisations communistes, qui sont également de plus en plus fréquentes.
Cependant, la majorité des SA et surtout leur encadrement continuent d'appartenir au milieu bourgeois inférieur ou à l'ancienne classe moyenne . Avant le 30 janvier 1933, les membres de la SA sont  pour 38,1 % employés ou fonctionnaires, 24,3 % Artisans, petits commerçants, 17,1 % ouvriers qualifiés et 15,5 % ouvriers non qualifiés.
En septembre 1931, Paul Moder retourne à Altona, où commencent les combats de rue entre la SA, le Reichsbanner et la Roter Frontkämpfbund, qui atteignent leur paroxysme le 14 juin 1932, lors du Dimanche sanglant Dimanche sanglant d'Altona (de). En raison de ses nombreuses années d'expérience, Moder a été accepté dans la SS en 1931 (SS n ° 11 716 ), qu'Heinrich Himmler développait depuis 1929, et en tant que chef de la 4e SS Standard "Schleswig-Holstein" , il y est employé à plein temps. S'il s'est toujours considéré comme un "homme d'action" et moins comme un politicien, Moder se laisse élire pour l'élection du Reichstag le 31  juillet 1932 en tant que candidat NSDAP et remporte un mandat de député.

## Durant le Troisième Reich

### «Prise de pouvoir» à Altona
À l'élection du Reichstag du 5 mars 1933, Paul Moder obtient un nouveau siège dans la circonscription n°13.
Le 10 mars 1933, deux jours avant l'élection du conseil municipal, les SS d'Altona dirigés par Paul Moder occupent la mairie d'Altona et déclarent la destitution du maire. Le nouveau maire Emil Brix, membre des nationaux-socialistes et membre du parlement de l'État de Prusse depuis 1925, fait rapport au ministre de l'intérieur de cette province, le 11 mars, à la suite de sa prise de fonction.
Contrairement aux articles de journaux, Paul Moder n'a pas pris le pouvoir exécutif à Altona. Emil Brix le souligne dans un addendum à son rapport aux autorités provinciales de Prusse : « Le SS-Oberführer Moder n'est pas, comme on l'a dit à tort, le détenteur du pouvoir exécutif, mais commande les SA et SS qui assurent la protection de la mairie et de la ville. Jusqu'à fin mars 1933, son pouvoir se limite au commandement de ces unités paramilitaires, qui agissent sans base légale.
Lors des élections locales du 12 décembre 1933, le NSDAP gagne 46 % des suffrages et 30 des 61 sièges du conseil municipal d'Altona, mais comme les dix députés du KPD sont immédiatement placés en « garde à vue » et que plusieurs des 16 conseillers municipaux sociaux-démocrates ont fui la ville, les nouveaux dirigeants nazi ont une majorité solide.
Paul Moder est nommé le 10 octobre 1933 conseiller municipal et doit ensuite succéder à Hinkler, qui a été muté à Berlin, en tant que chef de la gestapo. Comme Hinkler n'a pas été en mesure de s'affirmer face à ses concurrents internes, dans son nouveau poste, il retourne à Altona en novembre 1933 et Paul Moder est promu SS-Brigadefuhrer à la fin de 1933 et récompensé en février 1934 par la direction de la Section SS III.
En 1934, Heinrich Himmler appelle Paul Moder à Berlin. Son départ d'Altona se fait en grande pompe.

### Chef SS à Berlin puis à Varsovie

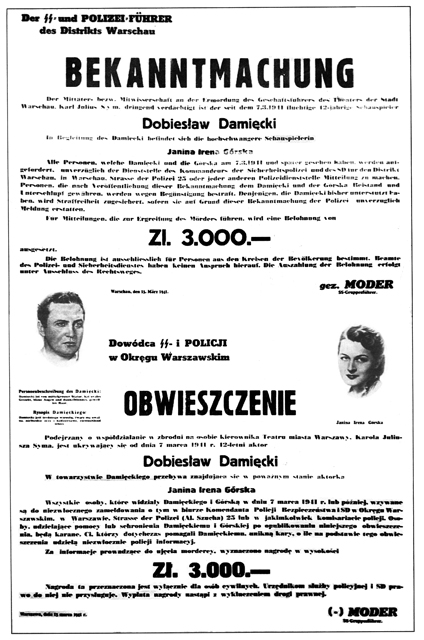
Annonce de Moder à la suite du meurtre de l'acteur et collaborateur Igo Sym à Varsovie en mars 1941.

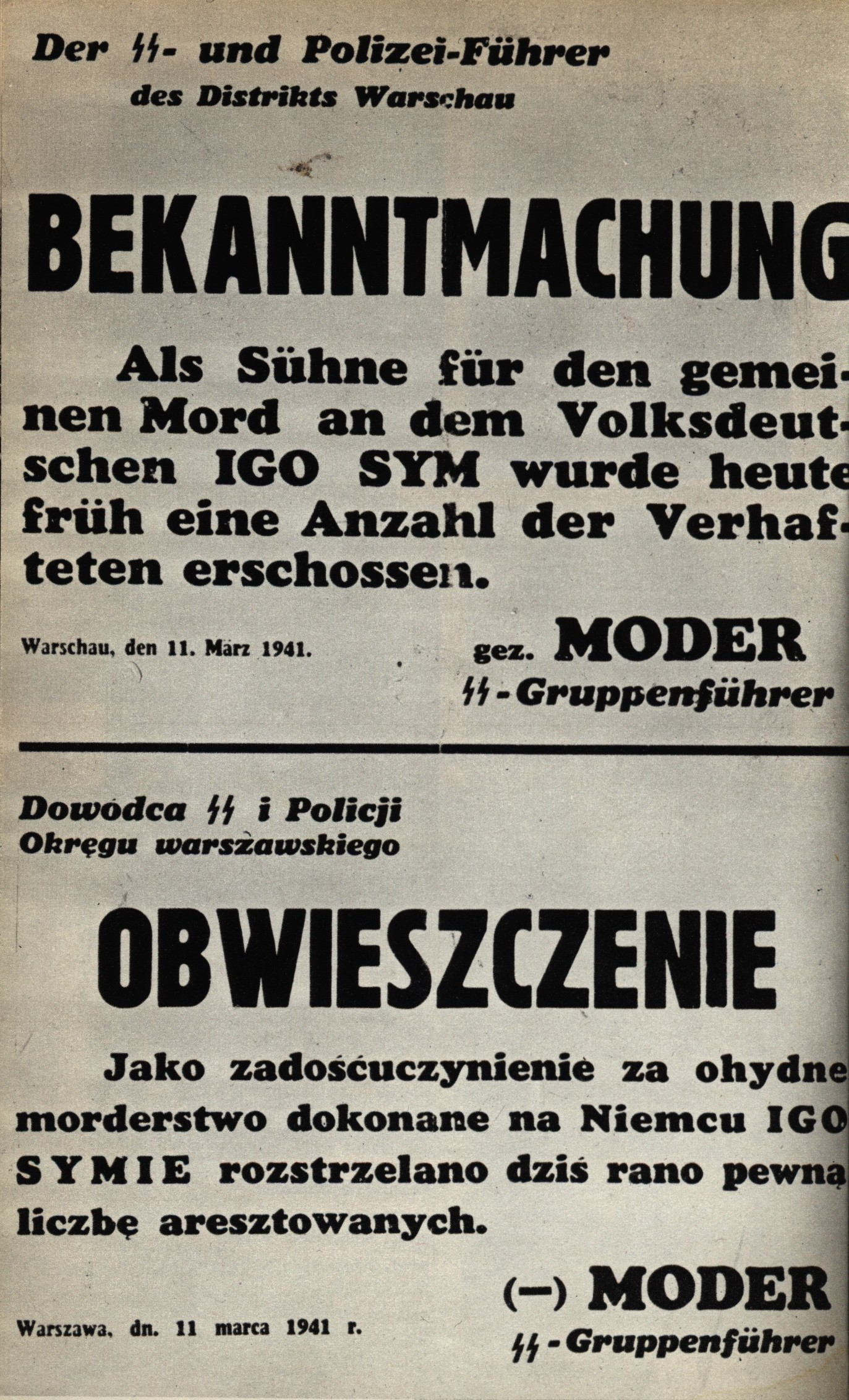
Annonce par Moder de l'exécution d'otages polonais à Varsovie le 11 mars. Mars 1941.

À Berlin, Paul Moder devient chef de la section supérieure Est/Spree et adjoint de l'Obergruppenführer Sepp Dietrich. De plus, jusqu'en 1939, il fut membre du Reichstag nazi, qui se réunit de moins en moins fréquemment.
Le 1er novembre 1939, peu après l'invasion allemande de la Pologne, Himmler nomme Paul Moder au gouvernement général, dirigé par Hans Frank, en tant qu' adjoint au chef de la police à Varsovie. Le supérieur direct de Paul Moder au sein du gouvernement général est le Chef supérieur de la SS et de la police, Friedrich-Wilhelm Krüger.

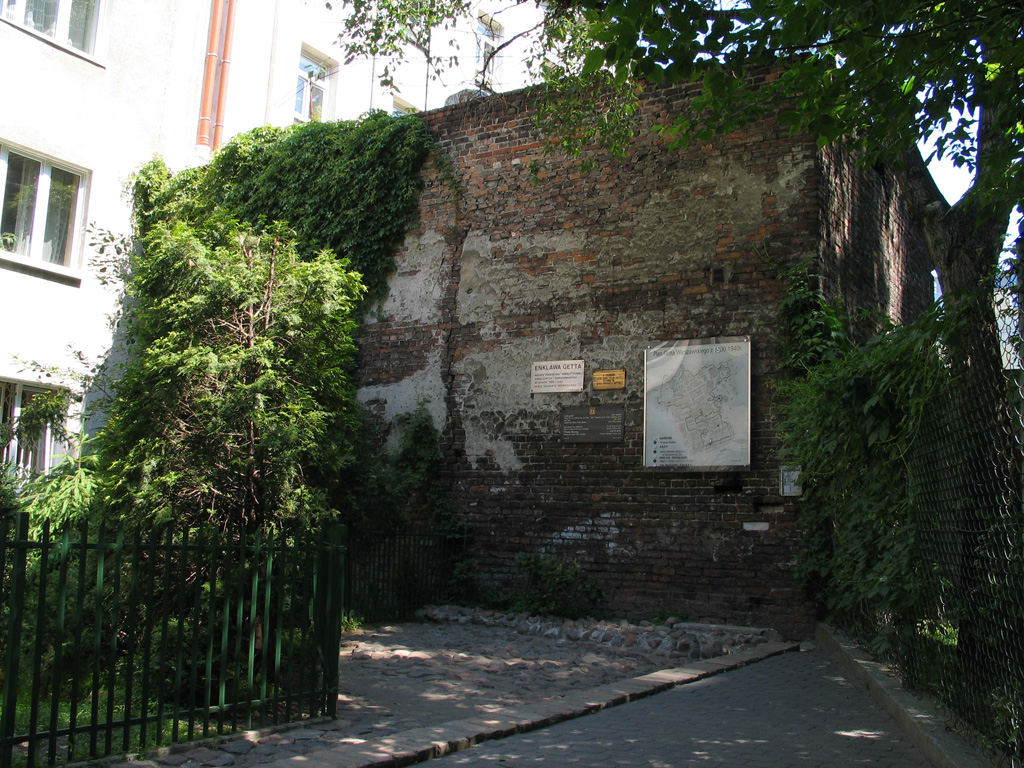
Ruine du mur du Ghetto de Varsovie dans une arrière cour

Le ghetto de Varsovie est établi et gardé par l'unité de Moder, et le travail forcé pour les résidents juifs y est instauré. Le 30 mars 1940, la police de sécurité arrête environ 1 000 membres de la résistance polonaise, qui sont sommairement exécutés dans les mois suivants. En avril 1940, un mur a été construit autour du ghetto et, à partir de novembre, il n'est plus possible d'en sortir sans permis. La mise en place de ces mesures relevaient du domaine de responsabilité de Paul Moder.
De fin mai à début juin 1940, Paul Moder avait également participé à la campagne de l'Ouest en France, où il est récompensé par la croix de fer.
Lors de l'attaque allemande contre l'Union soviétique (à partir de juin 1941), Paul Moder s'absente pour rendre plus longtemps visite à sa famille à Berlin. Ces absences lui sont reprochées par Krüger, et Paul Moder est relevé de ses fonctions le 19  juillet 1941 par le Reichsführer SS, et affecté à la SS-Division Totenkopf sur le front de l'Est. Il  fait ses preuves lors des combats et le 9 novembre 1941, il est promu Sturmbannführer de la Waffen-SS. En février 1942, il est tué au début de l'encerclement de Demyansk près de Maly Kalinets dans la région de Novgorod. Himmler a personnellement présenté ses condoléances à la veuve de Moder.
En décembre 1942, son insigne d'honneur en or du NSDAP et son permis de conduire SS sont découverts parmi les biens volés par un conducteur de train de la Reichsbahn.

## Archives
Parmi les documents personnels qui ont été conservés dans les archives fédérales allemandes, on trouve : 
- son dossier personnel de la SS (R 9361-III/543787 et R 9361-III/149430),
- un dossier avec la correspondance du parti NSDAP à son sujet (R 9361-II/717468),
- un dossier du ministère de la Propagande (R 55/23682),
- un dossier de la Cour suprême du NSDAP (R 9361-I/48972),
- un questionnaire sur l'enquête statistique du Parti de 1939 (R 9361 -I/2334),
- un recueil de documents (R 9354/628) et un dossier pénal le concernant au ministère de la Justice (R 3001/12435)[52].